# Adamantios Korais

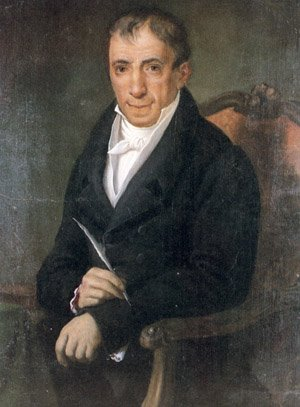
Adamantios Korais

Adamantios Korais (griechisch Αδαμάντιος Κοραής – Adamántios Koraís, auch Koraés; * 27. April 1748 in Smyrna, Kleinasien, Osmanisches Reich; † 6. April 1833 in Paris) war ein griechischer Gelehrter und Schriftsteller. Korais gilt als Reformator der griechischen Literatur.

## Leben
Korais wurde in Smyrna geboren, sein Vater stammte aber von der Insel Chios, und Korais fühlte sich der Insel sehr verbunden. Korais absolvierte die Evangelische Schule von Smyrna und verbrachte den größten Teil seines Lebens nicht in Griechenland, sondern in Westeuropa. Er beschäftigte sich früh mit dem Studium der alten und neuen Sprachen, lernte dann auf den Wunsch seines Vaters in Amsterdam den Beruf des Kaufmanns. Er studierte ab 1782 in Montpellier die Fächer Medizin und Naturgeschichte. Korais ließ sich im Jahre 1788 in Paris nieder, um sich ganz der Literatur zu widmen. Er ließ sich zwar in Frankreich einbürgern, blieb aber dennoch seiner griechischen Herkunft treu. Korais beschäftigte sich mit der Kirche, Schule, Wissenschaft und Politik. Von Paris aus kämpfte er mit Wort und Schrift für die geistige Wiedergeburt Griechenlands.
Sein Hauptziel war die Heranbildung einer nationalen, griechischen Allgemeinsprache zu einer Schriftsprache; die von ihm hierfür aufgestellten Normen sind noch heute im Wesentlichen die maßgebenden. Korais versuchte das Bewusstsein der Griechen auf ihr geschichtliches Erbe, ihren hellenistischen Ursprung, zu wecken. Er stellte fest, dass die Allgemeinbildung der Schlüssel für das unabhängige Griechenland ist. Vor allem aber ist Korais für seine entscheidende Rolle in der griechischen Sprachfrage bekannt: Er versuchte einen Mittelweg zwischen der antikisierenden Hochsprache und der Volkssprache zu gehen und ging als Erfinder der Katharevousa (= die Reine; die gereinigte Volkssprache) in die griechische Sprachgeschichte ein.
Korais kritisierte in seinen Briefen und Publikationen die griechisch-orthodoxe Kirche, die das Leben seiner Landsleute im Osmanischen Reich beherrschte. Die Kirche lehnte ein unabhängiges Griechenland strikt ab. Das Fachwissen Korais über das klassische Altertum entstand durch das Studium der Ausgaben altgriechischer Schriftsteller. Seine Marmorbüste schmückt das Lykeion auf der griechischen Insel Chios, dem Korais seine wertvolle Bibliothek vermacht hat, die heutige, nach ihm benannte, Korais-Bibliothek (Δημόσια Κεντρική Ιστορική Bιβλιοθήκη Χίου Κοραή).
Adamantios Korais starb am 6. April 1833 in Paris und wurde auf dem Cimetière Montparnasse (Division 2) beerdigt. 1877 wurde er auf Wunsch des griechischen Königs Georg I. umgebettet und hat jetzt ein Ehrengrab auf dem Ersten Friedhof von Athen. 1895 wurde ihm zu Ehren an Stelle seines Grabes auf dem Friedhof Montparnasse ein Kenotaph errichtet.

## Ehrungen
Nach ihm benannt ist der Lehrstuhl für Byzantinistik und Neogräzistik am King’s College London, der Koraes Professor of Modern Greek and Byzantine History, Language and Literature.

## Schriften (Auswahl)
- Atakta, ou mélanges sur la littérature grecque moderne, Paris 1828–35, 5 Bände.
- Mémoire sur l’état actuel de la civilisation de la Grèce, Paris 1803 bzw. in Deutsch Hellenion, Leipzig 1822.
- Nachgelassenen Schriften und Briefe, Athen 1881–87.